# Якубович, Дмитрий Петрович
Дмитрий Петрович Якубович (29 января [10 февраля] 1897, Курган, Тобольская губерния — 30 мая 1940, Ленинград) — русский, советский литературовед, текстолог, пушкинист. Доктор филологических наук[уточнить], автор ряда работ, посвящённых творчеству А. С. Пушкина; поэт-переводчик.

## Биография
Дмитрий Якубович родился 29 января (10 февраля) 1897 года в семье ссыльного за участие в революционном движении писателя дворянского происхождения Петра Филипповича Якубовича (1860—1911) и Розы Фёдоровны Якубович-Франк (1861—1922) в городе Кургане Курганского уезда Тобольской губернии, ныне город — административный центр Курганской области. Родители познакомилась в 1881 году. В ноябре 1884 года Пётр Якубович был арестован и после трёхлетнего пребывания в Петропавловской крепости в 1887 году осуждён по «процессу 21» к повешению, заменённому 18 годами каторжных работ. Мать также принимала участие в революционном движении и была сослана в Восточную Сибирь в 1887 году. Они поженились в 1894 году в Горном Зерентуе. После восьмилетнего пребывания на каторге вышел на поселение в город Курган. В 1899 году Пётр Якубович по состоянию здоровья получил разрешение поселиться на ст. Удельная Санкт-Петербургского уезда Санкт-Петербургской губернии, а в 1905 году — в самом Санкт-Петербурге.
В 1915 году окончил гимназию и поступил на историко-филологический факультет Петроградского университета, где уже на первом курсе стал членом Пушкинского семинария, который возглавлял профессор С. А. Венгеров, — в этом семинарии, в январе 1918 года преобразованном в «Историко-литературное общество имени Пушкина», собственно, и зарождалось научное пушкиноведение.
Летом 1918 года, из-за тяжёлой болезни матери, ему пришлось покинуть университет и поселиться вместе с ней под Мелитополем, в селе Ново-Васильевке Бердянского уезда Таврической губернии, ныне Приазовский район Запорожской области Украины. Работал сельским учителем и библиотекарем. В апреле 1922 года Роза Федоровна Якубович-Франк умерла.
Вернулся в университет в 1922 году. В том же году в выпуске IV «Пушкиниста» (печатного органа Венгеровского семинария) была опубликована первая его научная работа, посвящённая творчеству Пушкина, — «К стихотворению „Таится пещера“».
Окончив в 1924 году университет, поступил нештатным аспирантом в Научно-исследовательский институт сравнительного изучения литературы и языков Запада и Востока при ЛГУ. Одновременно работал преподавателем литературы и заведовал библиотекой в средней школе  (с 1923 до 1929 год — в 185-й трудовой школе; с 1927 по 1929 год — в 190-й школе).
В мае 1929 года защитил диссертацию на тему «Проза Пушкина и Вальтер Скотт» и в 1930—1932 годах состоял аспирантом Академии наук, где работал под руководством А. В. Луначарского, в то время директора Института русской литературы (Пушкинского дома).
По окончании аспирантуры стал учёным секретарём Пушкинской комиссии, и с этого времени вся его научная деятельность была связана с Институтом литературы и Пушкинской комиссией Академии наук. Здесь он сблизился с Борисом Томашевским и познакомился с Анной Ахматовой (также работавшей в Пушкинской комиссии), которой посвятил два стихотворения.

### В Пушкинской комиссии
В 1929 году, с задержкой на 16 лет, вышел в свет последний том старого академического Собрания сочинений Пушкина, которое начинало издаваться в 1899 году. «Было совершенно ясно, — писал Б. Томашевский, — что продолжать это издание не было никакого смысла». Выпущенные ещё до Первой мировой войны тома, неполные и неточные, совершенно устарели — как по материалу, так и по научному методу издания. К тому же за последующие годы были приобретены тексты, прежде недоступные исследователям. В 1929 году началась подготовка нового полного собрания сочинений, к работе над которой был привлечён и Д. Якубович.
В порядке подготовки к академическому изданию в 1930 году было выпущено — в качестве приложения к журналу «Красная Нива» — издание облегчённого типа, 6-томное, без комментариев; их заменял последний том, «Путеводитель по Пушкину», который редактировали Д. Якубович и Б. Томашевский.
В 1933 году, как учёный секретарь Пушкинской комиссии, участвовал в работах конференции пушкинистов Москвы и Ленинграда, на которой был создан редакционный комитет нового академического издания сочинений Пушкина. Он вошёл в состав этого комитета и прежде всего возглавил редакционную коллегию, готовившую к изданию «пробный» 7-й том нового собрания, в который были включены драматические произведения Пушкина. Том, в котором Д. Якубовичу, помимо общей редакции, принадлежало «Введение» к подробным научным комментариям, вышел в свет в 1935 году, но вызвал недовольство директивных органов именно своими несомненными научными достоинствами — полнотой и обстоятельностью комментариев: «Было принято беспрецедентное решение — печатать тома академического Полного собрания сочинений без комментариев (только с краткими справками об источниках текста)».
Пушкинская комиссия стала центром объединения научных сил пушкиноведения по разработке проблем изучения жизни и творчества Пушкина. Начиная с 1936 года она издавала собственный печатный орган, «Пушкин: Временник Пушкинской комиссии». В конце 1936 года Д. Якубович возглавил Пушкинскую комиссию, а с 1937 года был сначала членом редакции «Временника», затем его ответственным редактором. Помимо научно-организационной деятельности он занимался и исследовательской работой — принимал активное участие в работе и над полным академическим изданием, и над юбилейным собранием сочинений Пушкина (выпущенном издательством «Academia»), где подготовил к печати и откомментировал все драматические произведения поэта. Любимыми его темами были отражение в творчестве Пушкина античной литературы (монография «Пушкин и античность», над которой он работал в 1939—1940 годах, осталась незавершённой) и английской драматургии. Во II половине 30-х годов Якубович опубликовал ряд исследовательских и научно-популярных статей, так или иначе посвящённых жизни и творчеству Пушкина.
Тяжёлая болезнь всё более ограничивала его возможности. Когда наступило временное облегчение в состоянии его здоровья, позволившее ему присутствовать на заседании Пушкинской комиссии 26 мая 1940 года, где он прочел первую свою главу, вызвавшую оживленный обмен мнений. Чтение первой главы этой работы было последним выступлением Д. П. Якубовича. Выздоровление было кажущимся. Вернувшись с заседания, Дмитрий Петрович уже более не выходил из дома.
В ночь на 30 мая 1940 года Дмитрий Петрович Якубович умер после сердечного приступа. Похоронен на участке «Литераторские мостки» Волковского кладбища Ленинграда, ныне кладбище расположено во Фрунзенском районе Санкт-Петербурга.
Поэтическими переводами Д. Якубович занимался немного, они были в основном подспорьем в его литературоведческой работе.